# Reinhard Leisenheimer
Reinhard Leisenheimer (* 16. Februar 1939 in Gensingen; † 9. November 2014 in Breckerfeld) war ein deutscher Sänger und Hochschullehrer.

## Leben und Wirken
Nach dem Besuch der Volksschule machte Leisenheimer zunächst eine Ausbildung als Maurer, er arbeitete im Malerbetrieb seiner Eltern und anschließend als bei der Post beamteter Briefträger. Neben dieser Tätigkeit sang er bei der Sängervereinigung Langenlonsheim und studierte bei Franz Fehringer in Mainz Gesang. Nach einem ersten Preis eines Gesangswettbewerbs wurde er 1969 als Tenor am Staatstheater Hannover engagiert. Von 1972 bis 1976 sang er am Nationaltheater Mannheim und von 1975 bis 2004 an den Städtischen Bühnen Hagen. 
Seit 1991 lehrte er als Professor an der Musikhochschule Köln.
Am 9. November 2014 erlag Reinhard Leisenheimer einem Krebsleiden.

## Auszeichnungen
Für seine Leistungen wurde Leisenheimer 2002 zum Kammersänger ernannt. 